# 躑躅ヶ崎館

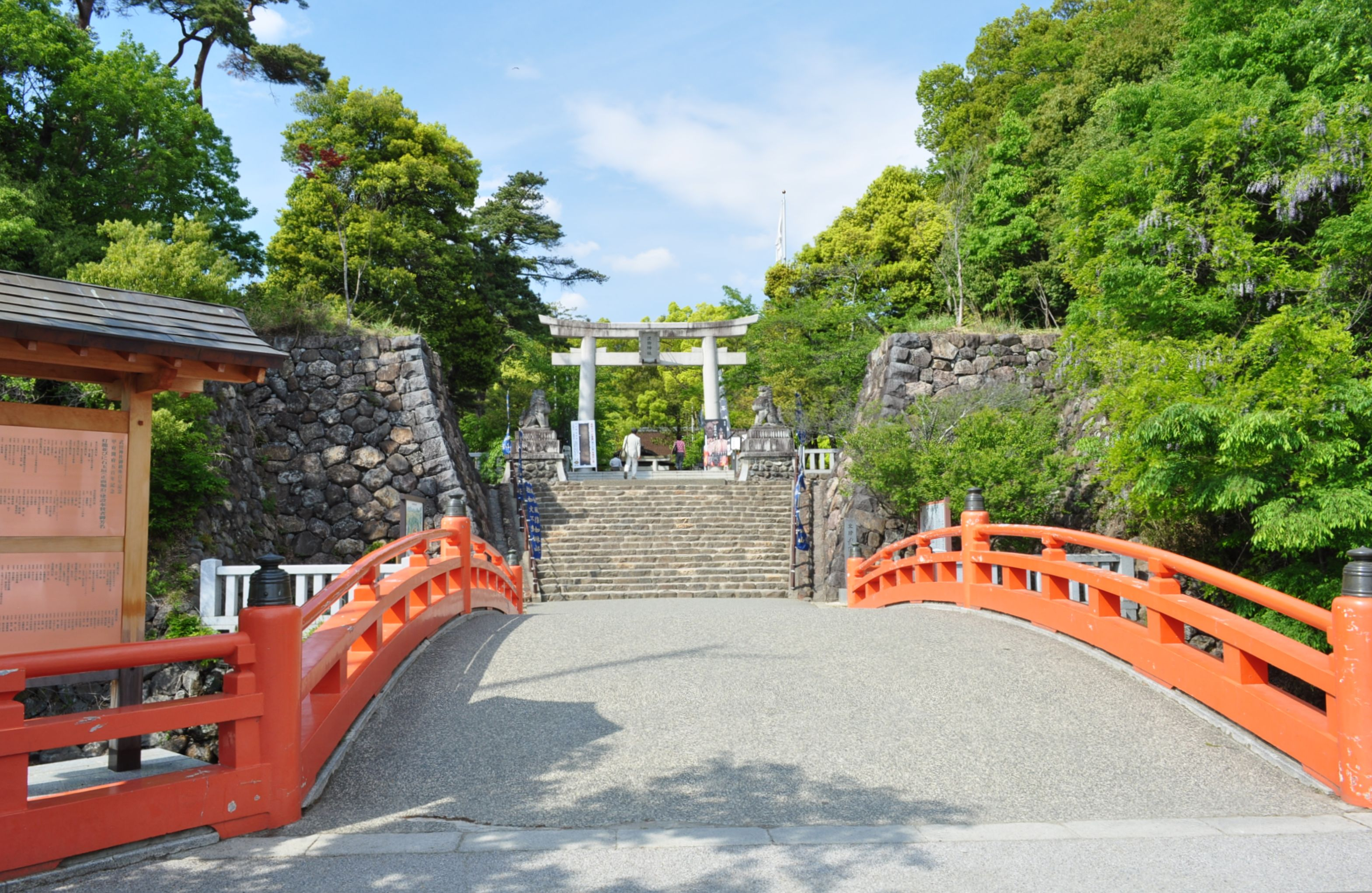
武田神社の堀に架けられた神橋（2014年5月8日撮影）

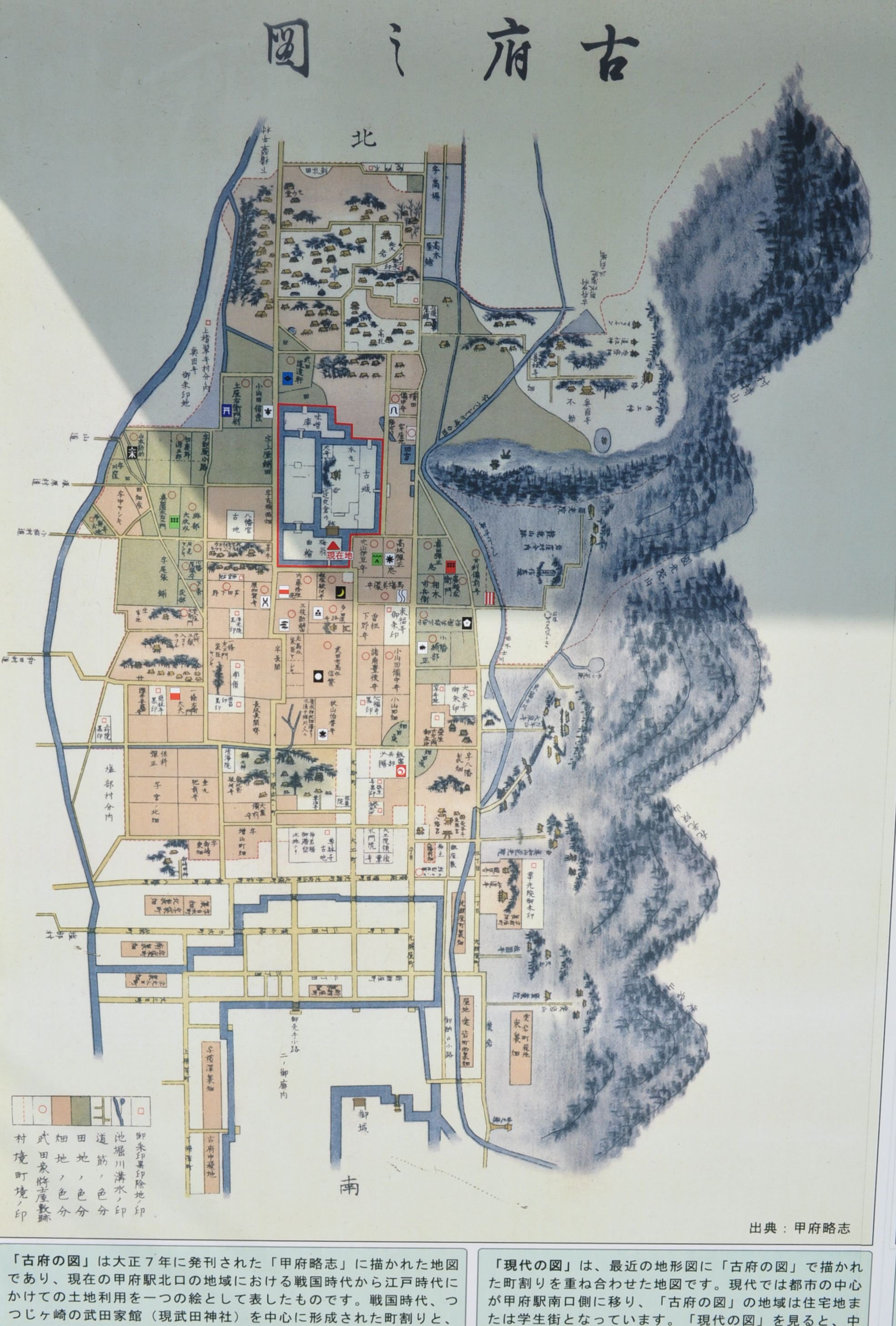
「古府の図」大正7年に発刊された『甲府略志』に描かれた地図（2014年5月8日撮影）

躑躅ヶ崎館（つつじがさきやかた）は、山梨県甲府市古府中（甲斐国山梨郡古府中）にあった戦国期の居館（または日本の城）。甲斐国守護武田氏の居館で、戦国大名武田氏の領国経営における中心地となる。

## 概要
甲斐国守護武田氏の本拠である甲府に築かれた館で、守護所が所在した。現在、跡地には武田神社があり、また、「武田氏館跡」として国の史跡に指定されており、県内では甲州市（旧勝沼町）の勝沼氏館と並んで資料価値の高い中世の城館跡である。
戦国時代に築かれた甲斐源氏武田氏の本拠地で、居館と家臣団屋敷地や城下町が一体となっている。信虎、晴信（信玄）、勝頼3代の60年余りにわたって府中として機能し、後に広域城下町としての甲府や、近代以降の甲府市の原型となる。
県中部、甲府盆地の北端、南流する相川扇状地上に位置する。東西を藤川と相川に囲まれ、背に詰城である要害山城を配置した構造になっている。

## 躑躅ヶ崎館の歴史

### 甲斐国の守護所・府中の変遷
甲斐国では南北朝時代に安芸守護・武田信武が入府し、在地の石和流武田氏は没落した。信武・信成・信春の時代（15世紀初頭まで）に守護所は八代（笛吹市）・千野（甲州市塩山千野）に置かれ、それまでの政治・経済的中心地であった石和（笛吹市石和町）から離れた場所に移転された。一方で信武・信春は笛吹市石和町市部の観音寺や笛吹市石和町松本の大蔵経寺など寺社の再興を行い、一族を石和近辺に住まわせている。
室町時代の甲斐守護・武田信満・信元（穴山満春）・信重・信守の時代（15世紀初頭から15世紀中頃）に守護所は石和に近い小石和（笛吹市石和町小石和）に移転された。この時代に甲斐国は室町幕府と鎌倉府の抗争に影響され、応永23年（1416年）の上杉禅秀の乱において武田信満が滅亡すると甲斐は守護不在状態となる。これにより有力国人や守護代・跡部氏が台頭し、乱国状態となった。
守護・武田信昌・信縄の時代（1466年から1518年）には跡部氏が排斥される。『甲斐国志』によれば、信昌は甲府盆地東部の甲府市川田町の川田館に居館を構え、家臣団を集住させた。これにより守護所は石和に回帰し、笛吹川を挟んだ商業地域と分離した城下町を形成した。
信昌は嫡男の信縄に家督を譲り落合（山梨市落合）に隠居するが、信昌は次男の信恵（油川氏）を後継者とすることを望み、守護・信縄と信恵の間で内訌が発生した。信縄の子の信虎（初名は信直）は永正5年（1508年）に信恵を敗死させると、信虎による甲斐統一が進捗した。

### 武田信虎の躑躅ヶ崎館建設と甲府開創

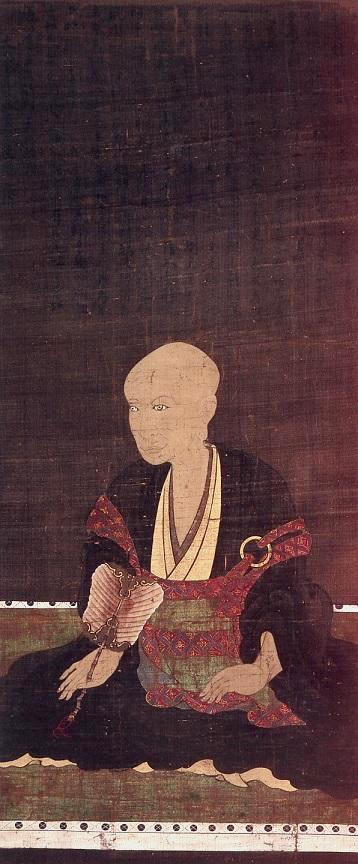
武田信虎

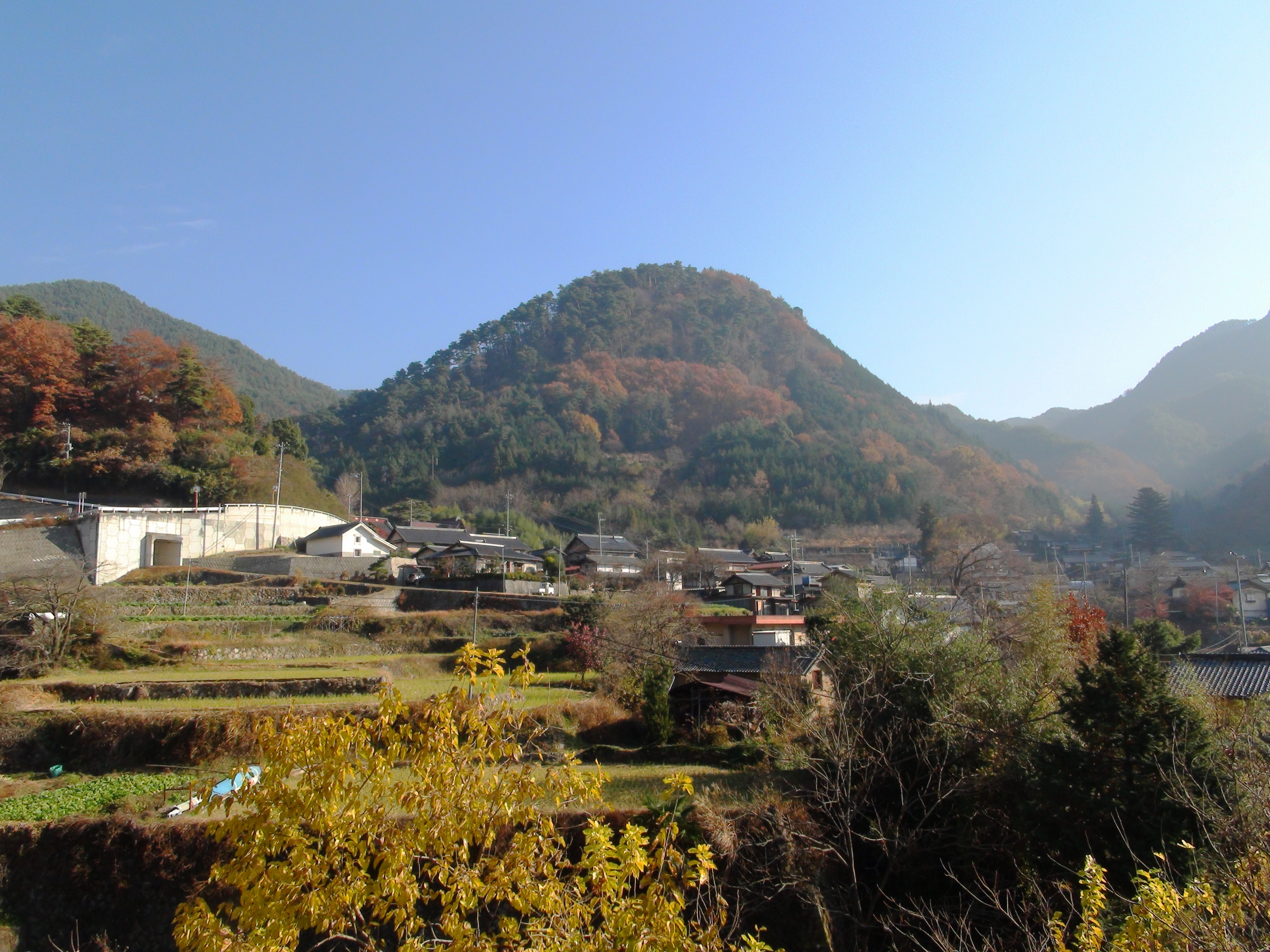
要害山城

信虎も川田館を本拠としていたが、『高白斎記』によれば永正16年（1519年）に盆地中央に近い相川扇状地への居館移転を行った。移転の理由に関しては、石和館一帯が水害の常襲地であったためとする説もある。『高白斎記』によれば、8月15日には鍬立式が行われ、8月16日には信虎による見分が行われている。『高白斎記』によれば、信虎は12月20日に川田館から移住したという。『勝山記』永正16年・永正17年条においても、永正17年3月時点で館は完成していたと記している。『勝山記』には「新府中」や「甲斐府中」と記されており、居館移転は地鎮祭から4か月あまりで、居館も未完成な状態だったという。
信虎は新館の建設と同時に有力国人の城下町移住を行っている。有力国人は甲府への集住に対して抵抗し、『勝山記』によれば永正17年5月には栗原氏・大井氏・逸見氏らが甲府を退去する事件が発生している。また、館を守備する支城の築城も行われ、『高白斎記』によれば、永正17年6月には背後の積翠寺丸山に要害山城（甲府市上積翠寺町）が築かれ、大永3年（1523年）には城下西方の湯ノ山に湯村山城（甲府市湯村）が築城されている。
また、武田氏と関係の深い石和からは、笛吹市石和町市部に所在する、武田信光ゆかりの石和八幡神社を勧請し、躑躅ヶ崎館西部に府中八幡神社を創建した。府中八幡神社は武田信玄により甲斐惣社となり、国内の武田領国内の神社統制を担った。また、信光居館の鎮守と伝わる御崎明神も甲府へ移転させた。
信虎は室町幕府の将軍足利義晴と通じ、甲府の都市計画も京都の条坊を基本にしていることが指摘されるが、発掘調査によれば、当初の居館は将軍邸である花の御所（室町第）と同様の方形居館であり、建物配置や名称にも将軍邸の影響が見られる。
信虎時代には甲斐国内の有力国人が武田氏に帰服しているが、躑躅ヶ崎館の建設後は有力国人も同様に本拠の要地移転を実施しており、郡内地方を治める小山田氏は中津森から谷村へ、河内地方の穴山氏は南部から下山へと移転している。

### 武田信玄・勝頼の時代の躑躅ヶ崎館
晴信（信玄）時代の武田氏は大きく所領を拡大させ、信濃・駿河・上野・遠江・三河などを勢力下に収めるが、武田家の本拠地は一貫して、周辺の要害山城を含む躑躅ヶ崎館であった。
躑躅ヶ崎館は天文2年と天文13年（1543年）に火災に見舞われている。天文2年の火災は『勝山記』に記録されているが、積翠寺郷に屋敷を持つ駒井高白斎『高白斎記』には記されていないことから、規模の小さい火災であったと考えられている。
天文13年（1543年）の火災は、同年正月に近在の武田道鑑屋敷からの出火し、大風により館に飛び火し、類焼している。武田道鑑は武田信成の弟の公信の系統で、祖父の満信は在京奉公をしていたという。道鑑は歌人としても知られ、躑躅ヶ崎館に近在する屋敷を持っていたことから、家格の高い人物であったと考えられている。
この火災により武田晴信は駒井高白斎屋敷へ一時移っているが、同年2月24日には館へ戻っているため、全焼は免れたと考えられている。『高白斎記』によれば、この火災を契機に躑躅ヶ崎館の大規模な改修が行われている。
甲府は要地であったが、1548年（天文17年）には庶民の屋敷建築が禁止されている等、城下の拡大には限界もあったとされる。また、この頃には全国的な山城への居館移転も傾向としてみられた。
1575年（天正3年）の長篠の戦いで敗北したことにより武田家の領国支配に動揺が生じた。武田勝頼は領国体制の立て直しのため府中移転を企図したが、家臣団から多くの反対の声が上がった。結局、武田勝頼は韮崎に新たな城「新府城」（韮崎市中田町中條）を築き、1582年（天正10年）には躑躅ヶ崎館から移転した。
しかし、まもなく実施された織田氏の甲州征伐の結果、武田勝頼は建築途中の新府城に火を放ち、廃城にし、その後、武田氏は天目山で滅亡した。

### 近世・近現代の躑躅ヶ崎館
1582年（天正10年）の武田氏滅亡後、河内領を除く甲斐一国・信濃諏訪郡を統治した織田家臣の河尻秀隆は躑躅ヶ崎で政務をとったとされるが、異説として岩窪館（甲府市岩窪町）を本拠としたとする説がある。同年6月に本能寺の変が勃発し、秀隆はその後の混乱の中落命する。その後に入府した徳川家康によって改めて甲斐支配の主城とされ、館域は拡張されて天守も築かれた。
1590年（天正18年）に徳川家臣の平岩親吉によって甲府城が築城されるや、その機能を廃されるに至った。以降、甲府は甲府城を中心とした広域城下町として発展した。
1705年（宝永2年）に甲府に入封した柳沢吉保は、それまで「古城」と呼ばれていた躑躅ヶ崎館跡を「御館跡」と呼ぶよう甲府市中に発した。吉保は自らを甲斐源氏の後裔と位置付けており、父祖とされるものの権威の正当な顕彰を意味する。
2019年は永正19年（1519年）から500周年にあたるため、甲府市では「こうふ開府500年」として記念事業を執り行った。

## 館の構造・遺構

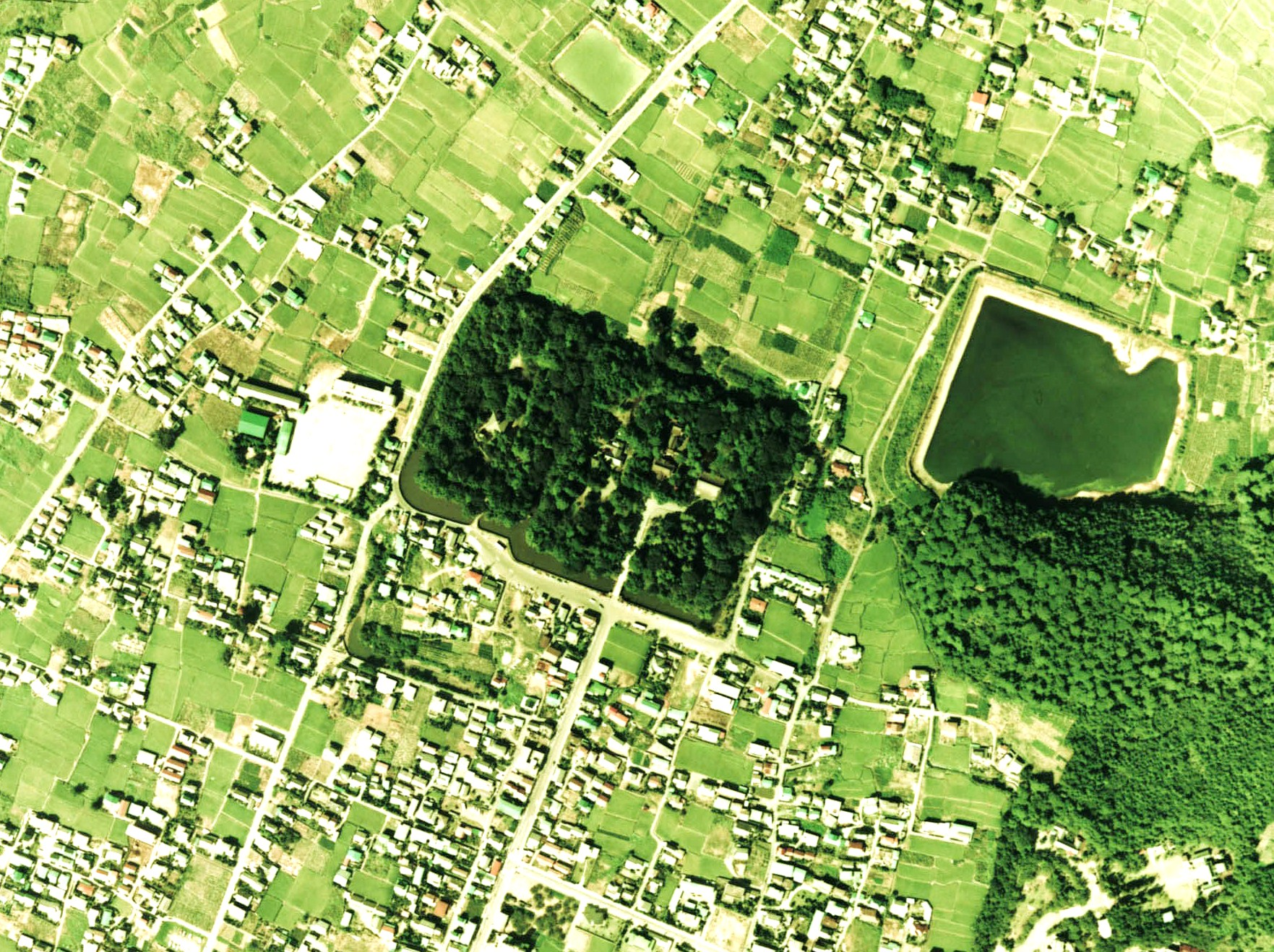
躑躅ヶ崎館付近の空中写真。（1975年撮影）
画像中央の緑地が躑躅ヶ崎館。右（東側）にある溜池は竜ヶ池（竜華池）。

広さは周囲の堀を含めて東西約200メートル・南北約190メートル、面積は約1.4万坪（約4.6万m2）と推定される。
外濠・内濠・空濠に囲まれた三重構造で、中世式の武家館であるが、東曲輪・中曲輪からなる規格的な主郭部、西曲輪・味噌曲輪・御隠居曲輪・梅翁曲輪（うち、味噌曲輪・御隠居曲輪・梅翁曲輪は武田氏滅亡後の豊臣時代に造成）等から構成されると考えられ、甲斐武田氏の城郭の特徴がよく現れた西曲輪虎口や空堀・馬出しなどの防御施設を配した構造になっている。2006年の発掘調査では大手口前面の下部から三日月堀が確認され、正確な年代は不明であるが丸馬出が築かれていたことが判明した。
内郭は石積みで仕切られており、東曲輪で政務が行われ、中曲輪は当主の日常の居住空間、西曲輪は家族の住居があったと考えられている。武田氏から徳川氏・浅野氏の支配の期間を通じて、主郭部に曲輪を増設する形で改修が行われた。『甲陽軍鑑』では晴信の持仏を納めた毘沙門堂に関する記事がみられ、連歌会や歌会が催される会所であったという。『高白斎記』によれば、1543年（天文12年）には館の一部を焼失したが、再建されている。
現在、跡地は1919年（大正8年）に創建された武田神社の境内にあたるが、このときに南面の主殿の規模が縮小されている。また武田神社の本殿を立てる際には南の石垣を崩し、正門を新たに造った。このときに三重構造の原型の大半が崩されてしまったが、その後の1940年（昭和15年）に国の史跡に指定されている。遺構として土塁・堀・石垣・虎口などがあり、陶磁器などの出土遺物も確認されたほか、神社の近くには往時のままの場所にあると伝えられている井戸が2箇所存在する。そのうち「姫の井戸」と呼ばれる井戸は、信玄の息子誕生の際に産湯に使用されたと伝えられている。なお、信玄の時代の通用門は現在の神社東側にあり、内堀によって道と隔てられていた。

## 城下町（武田城下町）

### 城下の街路と主要街道
武田城下町は、相川扇状地の扇頂部に位置する躑躅ヶ崎館を機軸に、条坊制的に二町間隔で5本の南北基幹街路が設定され、東西に市が所在することからも京風町並を意識していたことが指摘されている。考古学的には城下町整備当初から設定されていたかは不明であるが、文献史料では高野山成慶院「甲斐国供養帳」や二次史料において街路の地名が見られる。
南北の主要街路は西から南小路（一条小路）・御崎小路（工小路）・広小路（柳小路・連雀小路）・鍛冶小路（城屋小路）・大泉寺小路（紺屋小路）が通過する。東西の主要街路では城下南部の穴山小路がある。これらの主要街路には折れ曲がったクランクが設けられており、遠見を遮断するための防御上の工夫であると考えられている。城下から甲斐国外へ通じる道としては、城下南東の八日市場からは鎌倉街道や秩父往還・若彦路・青梅街道・甲州街道・中道往還に分岐する道が発し、城下南西からは駿州往還・駿信往還・佐久往還・棒道・穂坂路・逸見路に分岐す平行して城下町建設や新たな寺社創建、市場開設など府中整備が行われる。城下町の北面には家臣団屋敷地が整備され、南面には商職人町が整備された。城下の出入口である東西には市が所在し、城下西部には天文5年（1536年）には開設されている八日市場が、城下東部には大永6年（1526年）には開設されている三日市場が位置している。
城下町と外部の境界にあたる上木戸には刑場があり、蓮台場には共同墓地、少し離れた堺町には牢屋もあった。城下町はこれらの空間的に独立した町場も包摂した。

### 館の信仰空間と城下の有力寺社
躑躅ヶ崎館の建設・城下町の整備に伴い、館の周辺や城下町には寺社も移転される。館周辺では武田氏の氏神である府中八幡神社（甲府市古府中町の峰本古八幡神社）がや諏訪南宮神社（甲府市屋形）が鎮座する。館の鬼門にあたる北側館内には御崎社が勧請され、愛宕神社（甲府市古府中町）には勝軍地蔵が安置され、牛頭天王社は館の裏鬼門守護・疫病退治を司った。牛頭天王社に隣接する祇園寺は甲斐国内における当山派の修験者を支配した。諏訪南宮社に隣接する法城寺（現在は廃寺）は、甲斐国湖水伝承に関わる国母地蔵を本尊とする。
城下中央部の商職人街では天尊躰寺や日蓮宗寺院の信立寺などの寺院が存在する。城下南端の一条小山（甲府市丸の内）には鎌倉時代に創建された時宗寺院・一蓮寺の門前町があり、愛宕山を隔てた北原扇状地にも戦国期に信濃から移転された甲斐善光寺（甲府市善光寺）の門前町が発達した。なお、武田氏滅亡後に一蓮寺は甲府市太田町に移転され、一条小山には甲府城が築城され、近世における甲斐の政治的拠点となった。

### 詰城と城砦群
外縁には詰城として城砦群が発達し、館の北部には要害山城（積翠寺城）や湯村山城、南の一条小山（のちに甲府城が築かれる）にも山城や砦が築かれ、居館と詰城・支城による府中防衛体制を整えた。
2006年（平成18年）4月6日、「武田氏館」として日本100名城（24番）に選定された。

## 武田氏居館跡から出土した馬の全身骨格
武田氏居館跡の第三十一次調査において一体の馬の全身骨格が出土した。
この馬骨は西曲輪南側の枡形虎口に伴う馬出空間の地下2メートル地点から出土し、頭部を北側に向け、一部は破損・変形している。筵に覆われていたと見られることから、埋葬された遺体であると考えられている。推定年齢12歳の雄で、体高は約116センチメートルから126センチメートルの小型馬。肉付きは他の中世馬の出土事例や在来馬と比較した四肢骨の細さから、あまり屈強な体格ではないと考えられている。
また、この個体は小型馬であることから駄馬であるとする説もあるが、激しく使役された痕跡も見られず、古病理学的な観点からは、重量物の運搬により生じる中手骨・中足骨の癒合や骨瘤形成が見られないこと、下顎第二臼歯にハミ痕が見られることから、乗用馬であると考えられている。
馬骨の出土した馬出空間は武田氏の滅亡後の形式で、推定年代は近世初頭に下る可能性も考えられているが、山梨県内において中世馬の出土事例は主に平安・鎌倉期のもので、戦国期に遡る可能性のある事例として注目されている。
甲府市教育委員会には復元した全身骨格が所蔵されている。

## 現地情報
所在地
- 山梨県甲府市古府中町2611

交通アクセス
- JR中央本線「甲府」駅北口より北へ一本道2.2キロメートル。バス約8分「武田神社」下車、徒歩すぐ。

その他
- 2006年（平成18年）4月6日、「武田氏館」として日本100名城（24番）に選定された。
- 信玄ミュージアム(甲府市武田氏館後歴史館)という施設が武田神社の東南部に出来ており、館内を見学すると躑躅ヶ崎館の経緯・発掘調査・展示物などを観覧することが可能(無料・有料区分あり。有料部分は、一般300円(団体20名以上240円)・高校生以下無料)